# Campionato francese di tennis 1923
Il Campionato francese di tennis 1923 (conosciuto oggi come Open di Francia o Roland Garros) è stato la 28ª edizione del Campionato francese di tennis, riservato ai tennisti francesi o residenti in Francia. Si è svolto sui campi in terra rossa del Racing Club de France di Parigi in Francia.
Il singolare maschile è stato vinto da François Blanchy, che si è imposto su Max Décugis in quattro set col punteggio di 1–6, 6–2, 6–0, 6–2. Il singolare femminile è stato vinto da Suzanne Lenglen, che ha battuto in due set Germaine Golding. Nel doppio maschile si sono imposti François Blanchy e Jean Samazeuilh. Nel doppio femminile hanno trionfato Suzanne Lenglen e Julie Vlasto. Nel doppio misto la vittoria è andata a Suzanne Lenglen in coppia con Jacques Brugnon.

## Seniors

### Singolare maschile
François Blanchy ha battuto in finale  Max Décugis con il punteggio di 1–6, 6–2, 6–0, 6–2.

### Singolare femminile
Suzanne Lenglen ha battuto in finale  Germaine Golding con il punteggio di 6–1, 6–4.

### Doppio maschile
François Blanchy /  Jean Samazeuilh

### Doppio femminile
Suzanne Lenglen /  Julie Vlasto hanno battuto in finale  Helene Contostavlos /  Speranza Wyns con il punteggio di 6–1, 6–0.

### Doppio misto
Suzanne Lenglen /  Jacques Brugnon hanno battuto in finale  Yvonne Bourgeois /  Henri Cochet con il punteggio di 6–1, 7–5.